# Alfonso Leonetti
Alfonso Leonetti (* 13. September 1895 in Andria; † 26. Dezember 1984 in Rom; Pseudonym: Feroci) war ein italienischer Journalist und Politiker.

## Leben
Aus Andria stammend arbeitete Leonetti ab 1918 als Redakteur der sozialistischen Parteizeitung Avanti! in Turin. Er gehörte zu einer Gruppe um Antonio Gramsci und Angelo Tasca, die 1921 zusammen mit Anhängern Amadeo Bordigas die Kommunistische Partei Italiens (PCI) gründeten. Von 1924 bis 1926 war Leonetti Leiter der L’Unità, 1926 Mitglied des Zentralkomitees und 1927 des Politbüros der PCI. Später war er für die PCI im Exil in Paris tätig.
1930 wurde er aus der PCI ausgeschlossen, weil er zusammen mit Paolo Ravazzoli und Pietro Tresso gegen die Komintern-Politik protestierte. Danach war Leonetti Redakteur eines Bulletins der Neuen Italienischen Opposition, die sich als trotzkistische Organisation verstand. Da Leonetti die Kritik Trotzkis an der Volksfront-Politik der Komintern ablehnte, trennte er sich von der Linken Opposition.
1945 wurde er Mitglied der Französischen Kommunistischen Partei (PCF), arbeitete für deren Parteipresse und leitete eine Kaderschule. Auf Betreiben der italienischen Genossen wurde seine Mitgliedschaft jedoch annulliert. 1960 kehrte er nach Italien zurück und wurde nach einer Aussprache mit Palmiro Togliatti 1962 wieder in den PCI aufgenommen. Er setzte sich ab 1970 für die politische Rehabilitierung der Opfer des Stalinismus ein.

## Werke (Auswahl)
- Mouvements ouvriers et socialistes. Chronologie et bibliographie, L'Italie. Des origines à 1922. Paris, Les éditions ouvrières, 1952.
- Un comunista (1895–1930). Milano, Feltrinelli, 1977.
- Il cammino di un ordinovista. L'ottobre, il fascismo, i problemi della democrazia socialista. Scritti politici (1919–1975). Bari, De Donato, 1978.
- Vittime italiane dello stalinismo in Urss. Milano, La salamandra, 1978.